# ژوزف دلتی
ژوزف دلتی (به فرانسوی: Joseph Delteil) شاعر قرن نوزدهم میلادی اهل فرانسه بود.